# Cementerio general (película)
Cementerio general es una película de terror peruana del 2013, dirigida por Dorian Fernández-Moris y escrita por Javier Velásquez, la más taquillera en cintas de terror de la historia del país. El argumento se basa en leyendas urbanas sobre el Cementerio General de la ciudad de Iquitos. La película está protagonizada por Airam Galliani, Nikko Ponce, Leslie Shaw, Marisol Aguirre, entre otros. Es producida por AV Films y se estrenó el 25 de julio del 2013.
La filmación de la película empezó en enero de 2012 en Iquitos. Además, es una película patrocinada debido a su amplio y solicitada ayuda financiera por entidades privadas y públicas locales.
La película incluye extensas escenas de metraje encontrado, un nuevo estilo cinematográfico en el país.

## Argumento
Narra la historia de un grupo de jóvenes que se reúnen en el cementerio para jugar la ouija, tratando de contactarse con el padre de Andrea (Airam Galliani). Posterior a este hecho, son sorprendidos por una serie de eventos paranormales que quedarán registrados en la videocámara de uno de ellos.

## Elenco
- Airam Galliani como Andrea.
- Marisol Aguirre como madre de Andrea.
- Flavia Trujillo como Evita.
- Leslie Shaw como Victoria "Vicky".
- Nikko Ponce como Gabriel.
- Diva Rivera como Mayra.
- Jürgen Gómez como Pablo.
- César Menéndez como Julio "Julito".
- Joe Vidamo como Alexander "Alex".

## Producción

### Concepción
Cementerio general fue concebido a inicios de 2011. El guion fue escrito por Javier Velásquez. La historia está basada en leyendas urbanas sobre el cementerio principal de Iquitos, donde fueron condensadas en el guion, y compactadas gracias a hechos reales.
Airam Galliani fue seleccionada para su rol, cuando Fernández-Moris la encontró en el taller de actuación Ensamble, luego que buscará en cada taller de actuación. Intentando seguir el estilo de metraje encontrado, el director influenció la película por: Paranormal Activity, Cloverfield, REC y The Blair Witch Project.

### Filmación
El rodaje de la película inició el 23 de enero de 2012 en Iquitos, y duró hasta la segunda semana de febrero. Las escenas de cámara en mano fueron principalmente grabadas en el cementerio principal de la ciudad, referido popularmente como Cementerio General. Filmado en varios puntos de Iquitos, el rodaje en el cementerio era interrumpido y atrasado por la temporada de lluvia en la ciudad.

## Recepción
Se convirtió en el estreno de película de terror más taquillero de todos los tiempos en el Perú, superando las 49 mil personas en 60 salas en su primer día en cartelera. En su primera semana se convirtió en la tercera película peruana más vista de los últimos 15 años.
Al término de su segunda semana se convirtió en la segunda película peruana más vista, cosa lograda gracias a la masiva publicidad que tuvo.